# Henri Zuber
Pour les articles homonymes, voir Zuber.
Henri Zuber né le 24 juin 1844 à Rixheim (Haut-Rhin) et mort le 7 avril 1909 à Paris est un peintre et illustrateur français.
Il fait ses premières armes dans la Marine impériale de Napoléon III où ses talents de dessinateur et de peintre vont se révéler lors de ses voyages au long cours. Sa carrière de peintre de la nature s'étend de 1872 à 1909. Resté en dehors des courants nouveaux qui caractérisent la seconde moitié du XIXe siècle, peintre polyvalent pratiquant avec autant de bonheur l’aquarelle, l’huile, le dessin et le pastel, Henri Zuber connaîtra la célébrité avec ses paysages et rencontrera un grand succès auprès de ses contemporains exposant chaque année au Salon des artistes français où il recevra de nombreuses récompenses.

## Biographie
Henri Zuber est né le 24 juin 1844 à Rixheim en Alsace, où son grand-père, Jean Zuber, avait fondé une célèbre manufacture de papiers peints. Henri grandit dans l’atmosphère de l'entreprise familiale, où s’éveille son goût pour le dessin et la peinture.
Après des études à Strasbourg puis à Paris, il intègre l'École navale de Brest en 1861 où il fera la connaissance du peintre de marine Auguste Mayer, dont il sera l'élève de 1862 à 1863.

### L'officier de marine

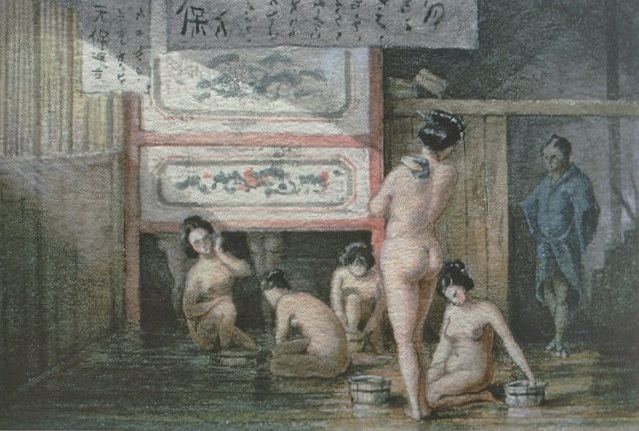
Henri Zuber, Bain japonais (1866).

Nommé aspirant, il embarque sur Le Montebello.
En 1864, il embarque sur la frégate La Thémis qui escorte l'empereur Maximilien d'Autriche vers le Mexique.
En janvier 1865, il est à bord de la corvette Le Primauguet qui rallie la division navale des mers de Chine, partie des Forces navales françaises d'Extrême-Orient basées à Saïgon dont le commandant en chef à cette époque est l'amiral gouverneur d'Indochine Pierre-Paul de La Grandière. Dans cette longue navigation, Zuber prend notes et dessins des paysages qu'il traverse : îles du Cap-Vert, cap de Bonne-Espérance où son bâtiment s'échoue, île Maurice, Singapour  puis Saïgon en novembre. C'est ensuite Hong Kong et enfin Yokohama au Japon où le Primauguet intègre l'escadre française qui l'attend.
Le 8 juin 1866, Le Primauguet reçoit l'ordre d'appareiller pour Shanghai, où, sous les ordres du contre-amiral Pierre-Gustave Roze se prépare une expédition française contre la Corée qui aura lieu, en deux temps, du 12 septembre au 12 novembre. De par sa formation, le jeune enseigne Zuber participe au relevé hydrographique des côtes de l'île de Kanghwa et du fleuve Han, procède au relevé du plan de mouillage de l'île Boisée, et lève la première carte occidentale de la Corée d'après des documents locaux.
Puis il revient en France par Java, Sydney, et la Nouvelle-Calédonie.
Il illustre son journal de bord de nombreux croquis, esquisses et caricatures.
Durant cette longue campagne, Zuber réalise de nombreuses aquarelles, en particulier en Chine et au Japon.

### Le peintre

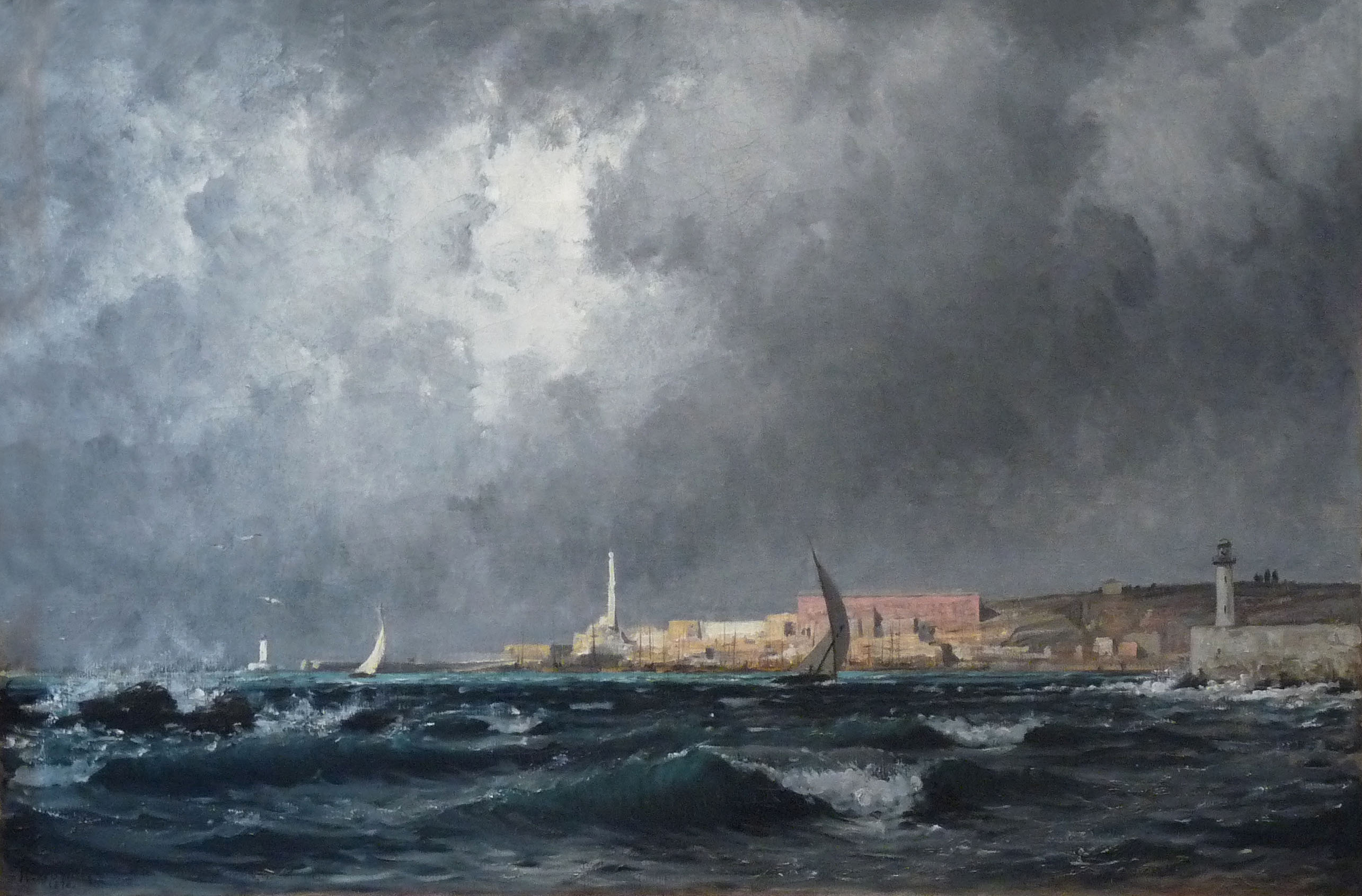
Entrée du port de Gênes (1876), musée d'Art moderne et contemporain de Strasbourg.

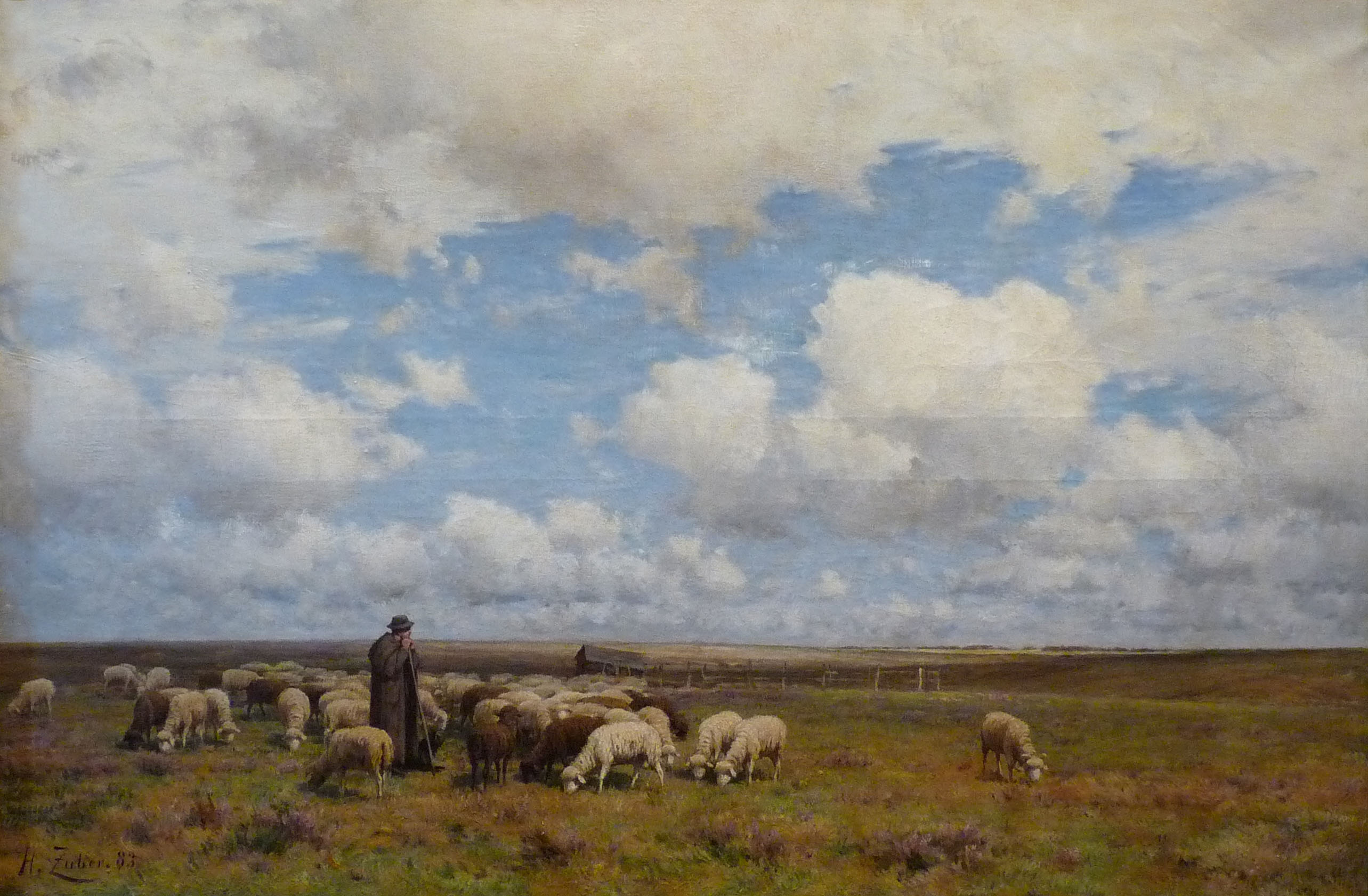
Le Troupeau de Vieux-Ferrette (1884), musée d'Art moderne et contemporain de Strasbourg.

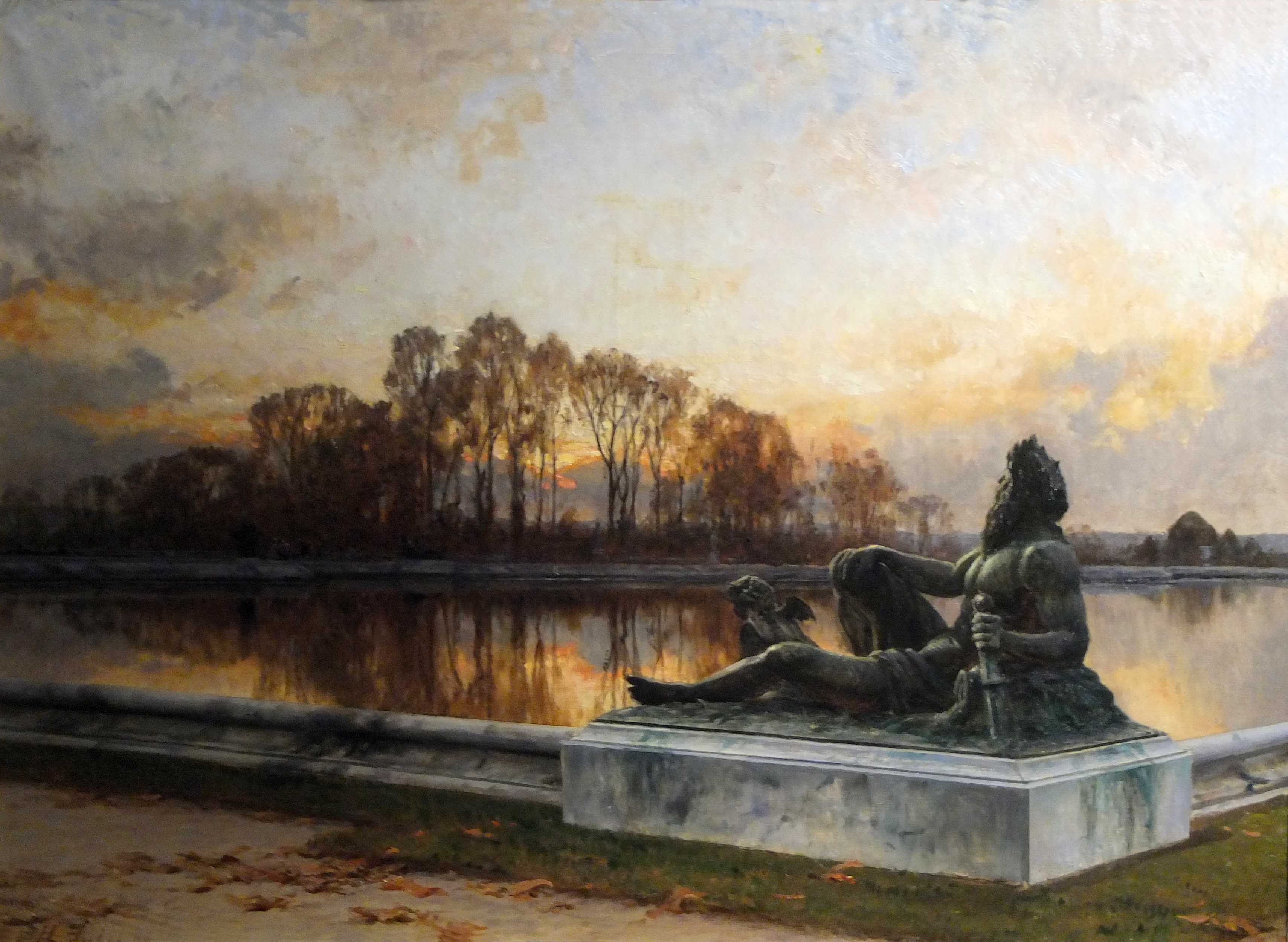
Le Passé, Versailles (1898), Amiens, musée de Picardie.

De retour en France en 1868, il démissionne de la Marine et entre dans l'atelier du peintre Charles Gleyre, embrassant définitivement la carrière de peintre et, accessoirement, celle d'illustrateur. Il est admis au Salon des artistes français en 1869.
En 1870-1871, Zuber, mobilisé lors de la guerre contre la Prusse, participe à la défense de Paris et aux combats du mont Valérien. Il est démobilisé en mars 1871 et, l'Alsace étant devenue allemande, opte pour la France et s'installe à Paris. Il se marie avec Madeleine Oppermann, voyage beaucoup et peint. Il installe son atelier rue de Vaugirard à Paris en 1872. À partir de cette date, en plus de ses voyages, il fera de très nombreuses excursions autour de Paris, et peindra beaucoup dans Paris même.
C'est en 1873 qu'il fera la narration de sa participation à l'expédition française en Corée en 1866 dans le journal Le Tour du monde de la maison Hachette, périodique consacré aux voyages et découvertes. Zuber est le premier auteur français à livrer sur le pays un texte accompagné d'images réalisées in situ et d'après nature. Plus qu'à la description de l'action militaire à laquelle il est intimement mêlé, il donne la première place aux Coréens du peuple, si déférents, cultivés et si chaleureusement hospitaliers, aux lettrés, aux magnifiques paysages bien entendu. Au passage, en bon Occidental nourri des principes égalitaires du christianisme, il juge sévèrement la hiérarchie sociale qui caractérise leur culture confucéenne et qui bloque leur société comme en Chine, la véritable tyrannie que semble exercer le régent Taewon'gun et son gouvernement farouchement xénophobe auquel Roze a reçu mission de demander des comptes. Textes et illustrations, d'une grande finesse, feront l'objet d'une diffusion importante et inspireront, pas toujours heureusement, nombre d'extrême-orientalistes français de l'époque.
En 1874, Henri Zuber figure parmi les premiers actionnaires de l'École alsacienne à Paris. Il séjourne en Alsace, en forêt d'Oltingue et découvre les splendeurs de ses immenses futaies qui influenceront son œuvre.
Il travaille d'abord dans la technique de la peinture à l'huile. Il fait deux séjours à Dinard en 1875 et 1877, propose ses toiles aux Salons de 1876 et de 1878, mais fait aussi une trentaine d'études à l'huile, une dizaine d'aquarelles et quelques dessins. Il partage son attention entre les paysages agrestes de la région dont Le Vallon de la Richardais est le type, et les paysages côtiers. Il ne reviendra pas ensuite en Bretagne.
Il est à Cannes en 1881 quand son épouse meurt. Il a alors quatre enfants. Seul dans le Midi, le peintre acquiert la maîtrise de l'aquarelle. Il est remarqué et apprécié par des amateurs anglais et continue ses envois au Salon où son œuvre est de plus en plus appréciée.
En 1883, Henri Zuber se remarie avec Hélène Risler, dont il aura trois enfants.
Il adhère à la Société d'aquarellistes français au début des années 1880 et y exposera tous les ans. Le peintre atteint une grande notoriété, il expose deux grandes toiles Le Troupeau de Vieux-Ferrette et Les Premiers Sillons, acquises respectivement par le musée d'Art moderne et contemporain de Strasbourg et le musée du Louvre à Paris. Il présente pour la seconde année consécutive à Londres, chez Goupil & Cie, 52 aquarelles.
En 1884, il voyage en Hollande avec Camille Bernier, Edmond Yon et Émile Michel.
En 1886, Zuber est nommé chevalier de la Légion d'honneur. Un incident avec l'occupant allemand lui interdit tout séjour en Alsace jusqu'en 1890.
Entre 1890 et 1894, il effectue de nombreux voyages à Londres, à Mailly-le-Château avec le peintre Paul Lecomte, dans le Midi, et à Beauvais pour la Tapisserie des 4 saisons.
Henri Zuber peint beaucoup en Île-de-France et à Paris, notamment le jardin du palais du Luxembourg.
Il s'installe à Ferrette en Alsace chaque été.
En 1897, il entre au jury du Salon des artistes français. Il refuse de se présenter à l'Académie des beaux-arts. Il obtient une médaille d'or à l'Exposition universelle de 1889.
De 1900 à 1904, il continue ses séjours réguliers à Ferrette. Son immeuble de la rue de Vaugirard étant démoli en raison du percement pour le boulevard Raspail, il emménage rue Vavin sur deux étages ; son atelier existe encore aujourd'hui.
En 1906, il est promu au grade d'officier de la Légion d'honneur.
Henri Zuber meurt à Paris le 7 avril 1909 après une intervention chirurgicale d'un ulcère à l'estomac dont il souffrait depuis 1883. Une grande rétrospective sera organisée en 1910 par sa veuve et ses enfants sous le patronage du ministère des Beaux-Arts.

## L'œuvre
L'œuvre de Jean Henri Zuber est aussi variée qu'abondante. Le musée d'Art moderne et contemporain de Strasbourg conserve un fonds Zuber, mais les œuvres du peintre sont disséminées dans de nombreux musées à travers toute la France et l'étranger.
Henri Zuber a également produit de nombreuses aquarelles.
Parmi les œuvres conservées dans les collections publiques, citons entre autres :
- Marée basse dans la baie de Dinard, 1876, musée des Beaux-Arts de Mulhouse ;
- Entrée du port de Gênes, 1876, musée d'Art moderne et contemporain de Strasbourg ;
- Chercheurs de Marne à marée-basse, 1876, musée des Beaux-Arts de La Rochelle ;
- Soleil couchant, 1878, musée des Beaux-Arts de Nancy ;
- Dante et Virgile, 1878, musée des Beaux-Arts d'Orléans ;
- La Forêt de Hêtres, 1880, Niort, musée Bernard-d'Agesci ;
- Hylas et les Nymphes, 1881, musée des Beaux-Arts de Brest ;
- Les Premiers Sillons, 1882, Paris, musée du Louvre ;
- Hollandsche Diep, 1885, Paris, musée du Louvre ;
- Le Troupeau de Vieux-Ferrette, 1888, musée d'Art moderne et contemporain de Strasbourg ;
- Brumes du soir, 1890, musée royal des Beaux-Arts d'Anvers ;
- Pâturage de Bendorf, 1891, musée d'Art moderne et contemporain de Strasbourg ;
- Floraison d'Avril, environs d'Artemare - Ain, 1893, musée d'Art et d'Industrie de Saint-Étienne ;
- Le Passé, Versailles, 1898, Amiens, musée de Picardie ;
- Les Marches de marbre rose, 1898, musée des Beaux-Arts de Bordeaux.

### Publications
- Henri Zuber, « Une expédition en Corée », Le Tour du monde, Hachette, vol. 25,‎ 1873, p. 401-416 (lire sur Wikisource).